# Сон Санн
Сон Санн (кхмер. សឺន សាន; 5 жовтня 1911 — 19 грудня 2000) — камбоджійський політик, прем'єр-міністр Камбоджі від 1967 до 1968 року.
За часів існування Кхмерської Республіки 1970—1975 років, а також за правління червоних кхмерів 1975—1979 та пров'єтнамського режиму 1979—1991 був політичним емігрантом. Також був організатором антикомуністичного спротиву, одним із лідерів збройної опозиції. В 1982—1993 роках очолював емігрантський коаліційний уряд Демократичної Кампучії, визнаний ООН. Після відновлення монархії — голова Національної асамблеї та член уряду.

## Життєпис
Походив із заможної родини землевласників. Його батько був чиновником при дворі Манівона. Навчався у Франції, 1933 року закінчив Комерційну школу в Парижі. Деякий час перебував у Великій Британії, вивчав англійську в Лондоні.
1935 року Сон Санн повернувся до Камбоджі й до 1939 займав пости віце-губернатора в провінціях Баттамбанг і Прейвенг. Потім упродовж кількох років займався бізнесом, був у складі камбоджійської делегації на торгових перемовинах із Японією, був економічним радником короля Нородом Сіанука.
Сон Санн брав активну участь у діяльності Демократичної партії. 1946 року він був призначений на пост міністра фінансів у кабінеті принца Сісавата Монірета. 1949 року отримав посаду заступника голови Ради міністрів Камбоджі, а 1950 року очолив міністерство закордонних справ. 1951 року Сон Санн був обраний до лав Національної асамблеї Камбоджі. Згодом вийшов з Демократичної партії та 1955 року став членом партії «королівського соціалізму» Сангкум, яку очолював Нородом Сіанук.
16 січня 1958 року Сон Санн знову зайняв пост міністра фінансів у кабінеті Пенн Нута, а 10 липня того ж року увійшов до складу уряду принца Нородома Сіанука, який зрікся престолу. В тому уряді Сон Санн зайняв пости заступника прем'єр-міністра й міністра закордонних справ. У 1964—1966 роках він очолював Національний банк Камбоджі.
Від квітня 1967 до січня 1968 року Сон Санн уже сам очолював камбоджійський уряд. Виборним головою держави тоді був колишній і майбутній монарх Нородом Сіанук. При цьому, незважаючи на політичний альянс і службове підпорядкування, стосунки між Сон Санном і Сіануком були досить складними й суперечливими.
18 березня 1970 року праві антикомуністичні сили на чолі з генералом Лон Нолом, невдоволені лівацьким ухилом у політиці Сіанука, здійснили державний переворот. Сіанук, який перебував із візитом у КНР був усунутий від влади. Сон Санн, як його наближений, був узятий під домашній арешт, після чого був засланий до Франції.
У червні 1970 року Сон Санн приїхав до Пекіна, де намагався виконувати роль посередника та примирити Сіанука з новим режимом Лон Нола. Його місія провалилась. 9 жовтня 1970 року під керівництвом Лон Нола була проголошена Кхмерська Республіка, що означало остаточний розрив з «королівським соціалізмом» Сіанука.
У квітні 1975 року до влади в Камбоджі прийшли червоні кхмери Пол Пота. Було встановлено тоталітарний режим Демократичної Кампучії, що провадив політику геноциду. Той період Сон Санн провів у Франції. 1978 року він розпочав консолідацію групи камбоджійської антикомуністичної еміграції.
У січні 1979 року режим Пол Пота був повалений в результаті в'єтнамської інтервенції. До влади прийшла інша комуністична група на чолі з Генг Самріном, орієнтована на В'єтнам і СРСР. Сон Санн і його прибічники не визнали новий режим НРК.
На самому початку 1979 року за ініціативою Сон Санна було започатковано Комітет за нейтральну й мирну Камбоджу. Від лютого 1979 року почали формуватись Збройні сили національного визволення кхмерського народу під командуванням генерала Дьєн Деля. 9 жовтня 1979 року Сон Санн заснував антикомуністичний Національний фронт визволення кхмерського народу (KPNLF). Він провів серію інтенсивних перемовин у США, Західній Європі й Таїланді, заручившись підтримкою офіційної влади та впливових кіл.
Для ефективної боротьби проти пров'єтнамського уряду вони пішли на зближення з нещодавніми противниками — «червоними кхмерами». Склалась коаліція груп Сон Санна, Сіанука й Пол Пота. В тій коаліції полпотівці були основною збройною силою, сонсаннівці мали найбільш ефективні політичні зв'язки на Заході, сіануківці мали традиційну легітимність. При цьому всі учасники коаліції між собою мали складні ворожі відносини та згуртовувались тільки наявністю загального ворога.
1982 року було створено Коаліційний уряд Демократичної Кампучії, головою якого став Сон Санн. Саме він мав міжнародне визнання й до 1990 року представляв Камбоджу в ООН. У другій половині 1980-их років Сон Санну за підтримки впливового неоконсервативного фонду «Спадщина» вдалось домовитись із адміністрацією Рональда Рейгана. Відповідно до Доктрини Рейгана некомуністична частина камбоджійського спротиву почала отримувати американську допомогу. Перша субсидія склала 5 мільйонів доларів.
Від 1989 року В'єтнам і влада НРК були змушені піти на мирні перемовини з опозицією. 1991 року було укладено Паризькі угоди, що передбачали відновлення монархії, повернення на трон Нородома Сіанука та проведення вільних виборів. Країні було повернуто назву Камбоджа.
Сон Санн повернувся до Пномпеня та включився в політичне життя. На базі KPNLF він заснував Буддійську ліберально-демократичну партію (БЛДП), що здобула на виборах 1993 року 3,8 % голосів і 10 депутатських мандатів у Національній асамблеї. Депутатом став і Сон Санн, від червня до жовтня 1993 року він був головою нижньої палати парламенту. В новому уряді Нородом Ранаріта—Гун Сена Сон Санн отримав посаду міністра без портфеля. Сон Санн був також радником короля Сіанука. Однак політичний режим не відповідав уявленням Сон Санна, оскільки провідну роль у ньому продовжували відігравати колишні комуністи.
1995 року в БЛДП виник конфлікт між Сон Санном і Єнг Маулі, який обіймав посаду міністра інформації. Прагматичний політик Єнг Маулі виступав проти жорсткого антив'єтнамського курсу Сон Санна. Обидва діяча виключили один одного з партії. 9 липня 1995 року відбувся з'їзд, який бойкотувала група Сон Санна. Єнг Маулі був одностайно обраний головою БЛДП. Конфлікт тривав, і восени набув жорсткої форми — навіть до терористичної атаки на прибічників Сон Санна 30 вересня 1995 року, в результаті якої десятки осіб зазнали поранень. Сон Санн вийшов з партії, започаткував нову організацію свого імені й невдовзі залишив Камбоджу.
1997 року переїхав до Парижа, де жив з родиною. Помер від серцевої недостатності у віці 89 років. Рештки Сон Санна поховані в меморіалі-ступі в провінції Кандаль. На церемонії кремації були присутніми король Сіанук і королева Монінеат.

## Родина
Сон Санн був одружений, мав сімох дітей. Один з його синів, Сон Сауберт, став відомим археологом.